# Prešerenovo náměstí
Prešerenovo náměstí (Prešernov trg) je hlavní náměstí v Lublani, hlavním městě Slovinska. Socha slovinského básníka France Prešerena s múzou stojí ve středu náměstí. Tváře sochy směřují k oknu, kde se Prešernova múza zrodila k životu. Na této budově je také malá socha. Na severní straně stojí barokní Františkánský kostel Zvěstování Panny Marie.
Jeden z hlavních nákupních bulvárů Lublaně, Čopova ulice, která vévodí severozápadní části náměstí, vás zavede k obchodnímu centru Nama. Na jižní straně teče řeka Lublanice, kterou lze překonat nejznámějším mostem ve městě, Trojmostím (Tromostovje), vytvořené v roce 1929 Jožem Plečnikem. Stavba Lublaňské centrální lékárny se nachází na jihu, zatímco Wolfova ulice (Wolfova ulica) vás dovede ke Kongresovému náměstí (Kongresni trg) na západě.
Na náměstí byl zakázán vjezd aut od 1. 9. 2007.

## Fotogalerie

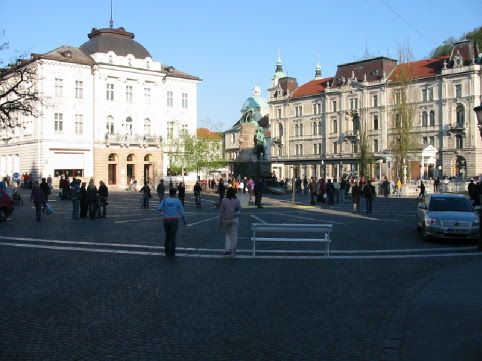
Pohled na náměstí z konce Čopovy ulice. Socha France Prešerena stojí v centru a budova nalevo je hlavní lékárna
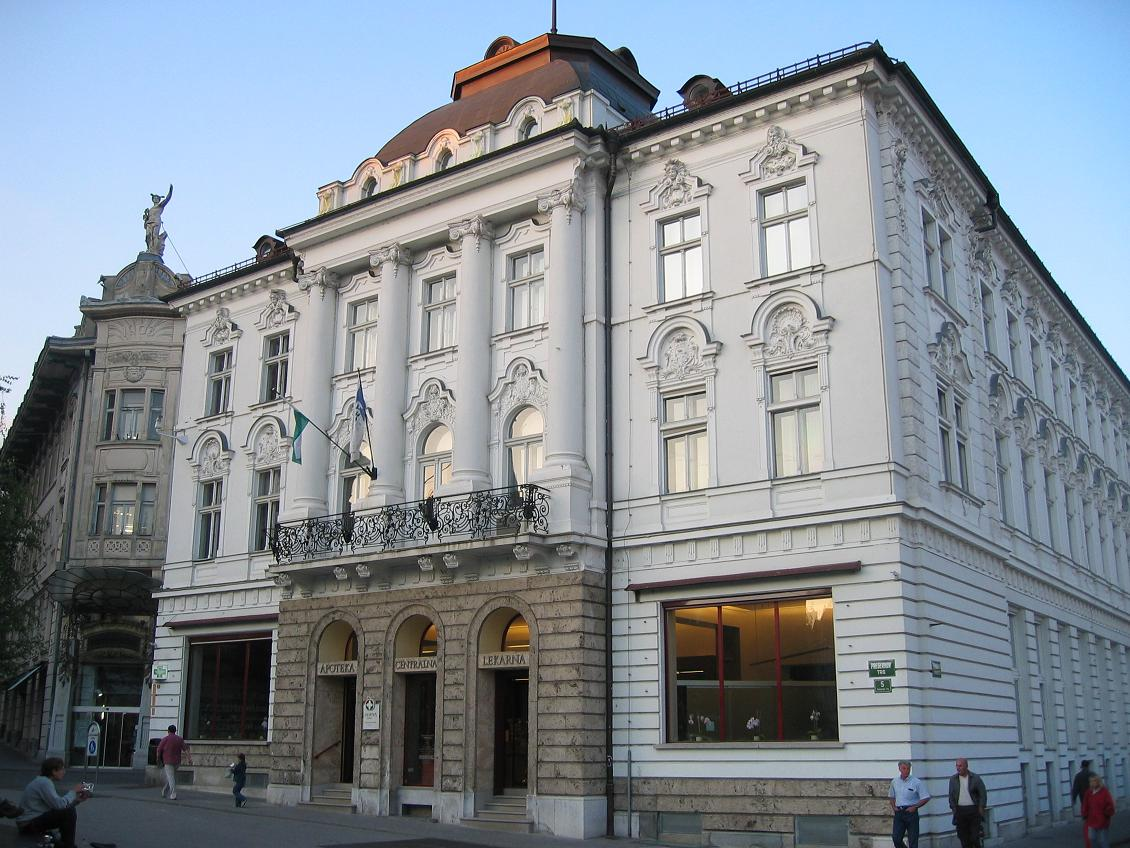
Lublaňská hlavní lékárna (Státní lékárna) umístěná na náměstí

## Reprodukce
- Mini-Europe, Brusel, model o velikosti 1:25 k originálu.